# Krymská lidová republika
Krymská lidová republika (někdy též Krymská národní republika, krymskotatarsky Qırım Halq Cumhuriyeti; rusky Крымская народная республика) byla krátkodobě existujícím státním útvarem na území Krymu v průběhu první světové války. Ačkoliv existoval pouze pár měsíců, jedná se o první pokus muslimů a zároveň turkických národů založit demokratickou republiku.

## Předcházející události
Před první světovou válkou byl Krym součástí Ruského impéria jakou Tavrická gubernie. Poslední ruský car Mikuláš II. měl na poloostrově svoje letní sídlo. Podle sčítání obyvatel z roku 1897 měl Krym přes půl milionu obyvatel a velice pestré etnické složení (35 % krymští Tataři, 33 % Rusové, 12 % Ukrajinci a 5 % Židé).

## Dějiny

### Vznik
Krymští Tataři nebyli zcela dominantní silou na poloostrově, co se týče počtu obyvatel, ale jednalo se o politicky a společensky nejaktivněji skupinu. Nezávislost vyhlásil krymskotatarský Kurultaj po převzetí moci bolševiky v Rusku po Říjnové revoluci v roce 1917. Samotný vznik se datuje přesně na 13. prosinec 1917. Kurultaj vydal krymskotatarskou ústavu, která svolala ústavodárné shromáždění pro Krym, a nechal vytvořit prozatímní vládu. Ostře se postavil proti bolševikům.

### Zánik
Pokus o vytvoření státu byl rychle potlačen bolševiky ovládanou Černomořskou flotou. Již 16. prosince obsadili bolševici Sevastopol, rozpustili místní tatarské orgány a správa města byla předána Revolučnímu komitétu. Tataři jako odpověď vytvořili Spojené krymské velitelství, které mělo pod sebou dva jezdecké a jeden pěší pluk krymských Tatarů. Po připojení několika ukrajinských a ruských vojenských formací stoupl početní stav vojska na jeden tisíc. Následně probíhaly bojové střety po celý leden 1918. Dne 14. ledna se podařilo bolševikům dobýt Simferopol a zajmout bývalého prezidenta Nomana Çelebicihana. Do konce ledna měli bolševici v rukou celý Krym. Tatarské vojenské jednotky se stáhly do hor a několika vůdcům se podařilo utéct do exilu, a to především na území ovládané Ukrajinskou lidovou republikou.
Mezi nejvýznamnější představitele zaniklé republiky patřili Noman Çelebicihan (spisovatel a první prezident, popraven bolševiky v roce 1918); Cafer Seydahmet Kırımer (ministr zahraničí, zemřel v exilu v roce 1960) a Seitcelil Hattat (ministr financí, zemřel v roce 1938 v gulagu).

## Následné události
Bolševici vytvořili v lednu 1918 na Krymu tzv. Tavrickou sovětskou socialistickou republiku, která byla ale již v dubnu 1918 smetena vojsky Ukrajinské lidové republiky podporované Německým císařstvím. Krym se nestal součástí Ukrajiny, ale Němci nechali vzniknout tzv. Krymskou krajovou vládu. V listopadu 1918 přistála na Krymu vojska Dohody (Francouzi a Řekové), která se ale v dubnu 1919 stáhla a Krym byl opět obsazen bolševiky. Ti byli znovu poraženi vojsky bělogvardějců pod velením generála Wrangela v červnu 1919. Wrangelova armáda držela Krym až do listopadu 1920, kdy se celé vojsko nechalo evakuovat do Konstantinopole. Rudá armáda pak potřetí ovládla poloostrov a začlenila ho do sovětského Ruska v roce 1921 jako Krymskou autonomní sovětskou socialistickou republiku.